# EDePro
ЕДеПро (скраћеница од енгл. Engine Development and Production) је компанија која се бави производњом делова за ракете, турбомотора ракета и производњи горива.
ЕДеПро има дугу традицију у овој области производње. Почеци компаније датирају још у 1985. години када је Лабораторија за млазне моторе основана при Машинском факултету у Београду на Београдском универзитету. Под водством генералног менаџера Проф. Бранислава Јојића, ЕДеПро је једна од ретких са оваквим програмом и региону. ЕДеПро је ангажована у истраживањима, развоју, производњи, трговини и модернизацији садашњег наоружања и одбрамбене опреме, али и за цивилне потребе.

## Производни програм
- производња композитних ракетних горива
- пројектовање и производња склопова и подсклопова више типова противградних ракета
- пројектовање и производња гасогенератора за артиљеријске пројектиле
- ремонт ракетних мотора и гасогенератора ракета типа ваздух-ваздух и земља ваздух
- производња ракетних мотора за артиљеријске ракете различитих калибара

## Развојни програм
- турбомлазни мотор ТММ-040 Мунгос малих димензија и класе потиска 40 daN
- систем вишенаменског навођења пројектила АЛАС
- жиростабилисана артиљерска ракета Р-107 калибра 107 mm за вишецевни бацач ракета (ВБР) домета 11 km
- хибридни артиљеријски пројектил калибра 155 mm РА/ББ са ракетним мотором и јединицом гасогенератора
- ракета Р-400 домета 140 km